# كاميلا راخيموفا
كاميلا راخيموفا (مواليد 28 أغسطس 2001 م) هي لاعبة تنس محترفة روسية، أعلى تصنيف لها في الفردي كان الـ 96 في أبريل 2022م.

## روابط خارجية
- كاميلا راخيموفا على موقع رابطة محترفات التنس (الإنجليزية)
- كاميلا راخيموفا على موقع الاتحاد الدولي لكرة المضرب (الإنجليزية)
- كاميلا راخيموفا على موقع بطولة ويمبلدون (الإنجليزية)
- كاميلا راخيموفا على موقع خلاصة التنس.كوم (الإنجليزية)
- كاميلا راخيموفا على موقع أوليمبيديا (الإنجليزية)